# Billy Forbes
Cadet Billy Forbes (ur. 13 grudnia 1990 na wyspie Providenciales) – piłkarz z Turks i Caicos grający na pozycji napastnika w klubie Central Valley Fuego FC oraz reprezentacji Turks i Caicos. Przez znaczną większość swojej kariery występował w klubach z niższych lig amerykańskich. W 2014 strzelił zwycięską bramkę w finale turnieju Soccer Bowl. W kadrze narodowej zadebiutował 6 lutego 2008 w meczu przeciwko Saint Lucia. Pierwszą bramkę zdobył 23 maja 2015 w starciu z Saint Kitts i Nevis.